# Championnat d'Afrique du Nord des nations des moins de 23 ans 2011
Navigation
Édition précédente Édition suivante
Le Championnat d'Afrique du Nord des nations des moins de 23 ans 2011 était la quatrième édition du Tournoi UNAF U-23. Elle s'est tenue au Maroc, où elle a commencé le 1er novembre et s'est terminée le 4 novembre.
Le tournoi a pris le stade de Tanger nouvellement construit à Tanger, au Maroc. Sur les cinq pays membres de l'UNAF, la Libye et la Tunisie ont choisi de ne pas participer au tournoi. Au lieu de cela, le Niger, l'Arabie saoudite et le Qatar ont été invités au tournoi. Cependant, quelques jours à peine avant le début de la compétition, l'Égypte et le Qatar se sont retirés de la compétition.
L'Arabie saoudite a remporté la compétition après avoir remporté ses deux matchs contre l'Algérie et le Maroc.

## Équipes participantes
- Algérie
- Maroc
- Niger (invitée)
- Arabie saoudite (invitée)

## Compétition
| Rang | Équipe          | Pts | J | G | N | P | Bp | Bc | Diff |  | Résultats (▼ dom., ► ext.) |  |     |     |     |
| ---- | --------------- | --- | - | - | - | - | -- | -- | ---- |  | -------------------------- |  | --- | --- | --- |
| 1    | Arabie saoudite | 6   | 2 | 2 | 0 | 0 | 5  | 2  | +3   |  | Arabie saoudite            |  | 3-1 | 2-1 |     |
| 2    | Algérie         | 3   | 2 | 1 | 0 | 1 | 4  | 3  | +1   |  | Algérie                    |  |     |     | 3-0 |
| 3    | Maroc           | 1   | 2 | 0 | 1 | 0 | 1  | 2  | -1   |  | Maroc                      |  |     |     | 0-0 |
| 4    | Niger           | 1   | 2 | 0 | 1 | 0 | 0  | 3  | -3   |  | Niger                      |  |     |     |     |

### Détaille des matchs
| 1er novembre 2011 | Algérie       | 1 - 3   | Arabie saoudite                                      | Stade de Tanger, Tanger |  |
| 18 h 00           | 82e Benaldjia | (0 - 1) | Al-Moussa 42e (pen.) · Al Dosari 66e · Al Otaibi 86e |                         |  |
| 18 h 00           | Report        |         |                                                      |                         |  |

| 1er novembre 2011 | Maroc | 0 - 0   | Niger | Stade de Tanger, Tanger |  |
| 20 h 30           |       | (0 - 0) |       |                         |  |

| 4 novembre 2011 | Algérie                          | 3 - 0   | Niger | Stade de Tanger, Tanger |  |
| 18 h 00         | 9e Bounedjah · 19e 43e Benaldjia | (3 - 0) |       |                         |  |
| 18 h 00         | Report                           |         |       |                         |  |

| 4 novembre 2011 | Maroc       | 1 - 2   | Arabie saoudite             | Stade de Tanger, Tanger |  |
| 20 h 30         | 1re Cheradi | (0 - 1) | Bahebri 11e · Majarashi 85e |                         |  |

### Buteurs
3 buts
- Mehdi Benaldjia

1 but
- Baghdad Bounedjah
- Nabil Cheradi
- Tamim Al-Dosari
- Mosaab Al-Otaibi
- Radhwan Al-Mousa
- Hattan Bahebri
- Mohamad Majarashi

## Vainqueur
| Championnat d'Afrique du Nord des nations des moins de 23 ans Vainqueur 2011 |
| ---------------------------------------------------------------------------- |
| Arabie saoudite Premier titre                                                |